# Friends 4 Ever
Friends 4 Ever è il quarto album del gruppo musicale tedesco beFour, pubblicato il 6 febbraio 2009 dall'etichetta discografica Universal.
Sono stati estratti come singoli i brani No Limit e Ding-A-Dong; il primo è una cover dell'omonimo brano delle 2 Unlimited.

## Tracce
CD (Pop 'N' Roll 06025 1798204 (UMG) / EAN 0602517982048)
1. No Limit - 3:26 (Phil Wilde, Jean-Paul De Coster, Anita Dels, Ray Slijngaard)
2. Disco - 3:16 (Christian Geller)
3. All I Ever Wanted - 3:19 (Christian Geller)
4. Friends 4 Ever - 3:26 (Christian Geller)
5. One Step to Infinity - 3:26 (Christian Geller)
6. Ding-A-Dong - 3:31 (Dick Bakker, Eddy Ouwens, Will Luikinga)
7. (Love Is Like a) Mystery - 3:45 (Christian Geller)
8. All Night Long - 3:04 (Christian Geller)
9. Message of Freedom - 3:46 (Christian Geller)
10. Hear The Countdown Call - 3:41 (Christian Geller)
11. Happy People - 3:33 (Christian Geller)
12. All Around the Planet - 3:53 (Christian Geller)

## Classifiche
| Classifica (2009) | Posizione raggiunta |
| ----------------- | ------------------- |
| Austria           | 6                   |
| Germania          | 7                   |
| Svizzera          | 9                   |